# 玻璃转化
玻璃转化（glass transition）又称玻璃化转变，是玻璃-液体转变（glass-liquid transition）的简称，是指非晶材料或在非晶区的半晶材料，随着温度的升高，由硬而脆且光亮透明的玻璃态逐渐转变为黏性或橡胶态的渐进可逆转变，亦即“玻璃态-高弹态转变”。而具有玻璃转化的非晶态固体，则称为玻璃。藉由过冷使黏性液体呈玻璃态的反向转变，称为玻璃化。
玻璃轉化温度（glass transition temperature, Tg）是玻璃態物质在發生玻璃化轉變的溫度範圍。當溫度低於Tg時，因分子鏈無法運動，這時材料處於剛硬的「玻璃態」；當溫度高於Tg時，無定形狀態的分子鏈會開始做局部運動，材料會呈現類似橡膠般柔軟可撓的性質。
玻璃轉化表現出二级相變的表现，物質的热容會發生連續的變化，但是玻璃轉化實際上是一个動力学轉化，因此玻璃轉化温度的具體数值是與温度變化的速度相關。常見的玻璃態物質有大部分的高分子材料和玻璃等等，在工業上有重要應用的玻璃態物質還有玻璃態金属。
温度也是決定無定形高分子材料是堅硬或者是柔軟的因素：若 Tg > 室溫，則高分子材料是堅硬的；若 Tg < 室溫，則高分子材料是柔軟的。

## 简介
液体向类固体状态的玻璃化转变可能随着冷却或压缩而发生。 这种转变使得材料黏度在500 K的温度范围内平滑地增加高达17个数量级，而没有明显的材料结构变化。 与冻结或结晶相反，后者是Ehrenfest分类中的一级相变，体积、能量和黏度等热力学和动力学性质会发生不连续性变化。在许多通常发生冻结转变的材料中，如果快速冷却，就容易在较低的温度下导致玻璃化转变。其他一些材料，如许多聚合物，缺乏明确定义的晶态，容易形成玻璃体，即使在非常缓慢的冷却或压缩下也是如此。材料在淬火时形成玻璃的倾向称为玻璃形成能力。这种能力取决于材料的组成，并且可以通过刚度理论来预测。
在转变温度范围以下，玻璃态结构不会根据所用的冷却速率而松弛。玻璃态的膨胀系数大致等同于晶态固体的膨胀系数。如果使用较慢的冷却速率，结构松弛（或分子间重排）发生的时间增加，可能导致更高密度的玻璃产品。类似地，通过退火（从而允许缓慢的结构松弛），玻璃结构随时间趋向于与该温度下过冷液体相对应的平衡密度。Tg位于玻璃态的冷却曲线与过冷液体之间的交点处。
在这个温度范围内，玻璃的构型随着时间慢慢地向平衡结构变化。 吉布斯自由能最小化的原理提供了最终变化所必需的热力学驱动力。在比Tg稍高的温度下，物质可以很容易地转化成任何温度下的平衡相对应的结构。相反，在比Tg低得多的温度下，玻璃的构型很长的时间内保持相当稳定。
因此，液体-玻璃转变不是热力学平衡状态之间的转变。一般认为，真正的平衡状态总是晶态，玻璃则是处于动力学锁定状态，其熵、密度等取决于热过程。因此，玻璃转变主要是一种动态现象。在一定程度上，时间和温度在处理玻璃时是可互换的量，这一事实常常表现为时间-温度叠加原理。在冷却液体时，内部自由度逐渐脱离平衡。然而，是否存在一个在无限长弛豫时间的假设极限下的潜在的二级相变，这是一个长期存在的争论。
在一个较新的玻璃转变模型中，当温度降低时，液体矩阵中最大的空隙会收缩，直到小于元素或其部分的最小截面，这时的温度就是玻璃转变温度。由于液体矩阵受到热能的不断扰动，振动的谐波会不断改变，导致元素之间形成一些暂时的空洞（“自由体积”），它们的数量和大小与温度有关。这样定义的玻璃转变温度Tg0是一种只取决于压力的无序（非晶）状态的固定特性。由于分子矩阵在接近Tg0时惯性增大，达到热平衡的时间也会逐渐延长，因此通常用来测量玻璃转变温度的方法往往会得到偏高的Tg值。一般来说，测量时设置的温度变化速率越慢，测得的Tg值就越靠近Tg0。 可以用动态力学分析等技术来测量玻璃转变温度。

## 玻璃化转变温度Tg

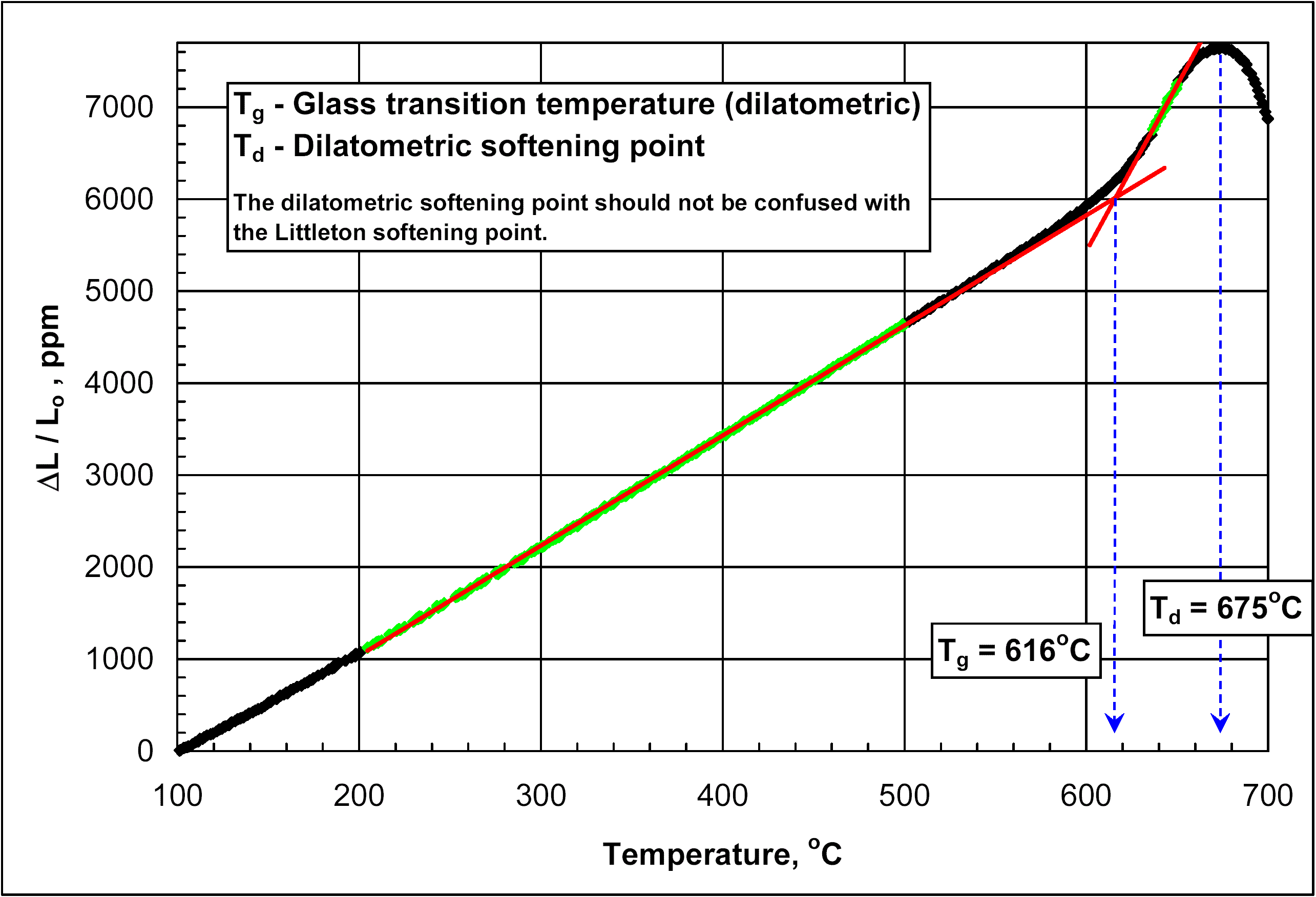
用膨胀法测定T_{g}。

用差示扫描量热法测量T_{g}（曲线上的点A对应的温度）。

参考右下角的图，它绘制了比热容随温度的变化。在这个背景下，Tg是曲线上点A对应的温度。
玻璃化转变温度Tg有不同的操作定义，其中一些被认可为公认的科学标准。然而，所有的定义都有主观性，可能会得到不同的数值结果：最好的情况是，对于给定物质的Tg值仅相差几个开尔文。一种定义是根据黏度，将Tg固定在1013泊（或1012Pa·s）的值。实验证明，这个值接近许多玻璃的退火点。
与黏度相反，无机玻璃的热膨胀、比热容、剪切模量和许多其他性质在玻璃化转变温度处显示出相对突然的变化。任何这样的阶跃或拐点都可以用来定义Tg。为了使这个定义可重复，必须指定冷却或加热速率。
最常用的Tg定义使用加热时释放能量的差示扫描量热法（DSC，见图）。通常，样品先以10 K/min的速度冷却，然后以相同的速度加热。
还有一种定义Tg的方法是使用膨胀法（又称热膨胀）中的拐点：参考右上角的图。这里，常用的加热速率是3–5 K/min。玻璃化转变温度以下和以上的线性部分用绿色表示。Tg是红色回归线交点处的温度。
下面总结了某些材料类别的特征Tg值。

### 聚合物
| 材料                            | Tg (°C) | Tg (°F) | 商业名称           |
| ------------------------------- | ------- | ------- | ------------------ |
| 轮胎橡胶                        | −70     | −94     |                    |
| 聚偏二氟乙烯 (PVDF)             | −35     | −31     |                    |
| 聚丙烯（无规立构） (PP atactic) | −20     | −4      |                    |
| 聚偏二氟乙烯 (PVF)              | −20     | −4      |                    |
| 聚丙烯（全同立构）              | 0       | 32      |                    |
| 聚3-羟基丁酸酯 (PHB)            | 15      | 59      |                    |
| 聚醋酸乙烯酯 (PVAc)             | 30      | 86      |                    |
| 聚三氟氯乙烯 (PCTFE)            | 45      | 113     |                    |
| 尼龙 (PA)                       | 47—60   | 117—140 | Nylon-6,x          |
| 聚乳酸 (PLA)                    | 60—65   | 140—149 |                    |
| 聚对苯二甲酸乙二酯 (PET)        | 70      | 158     |                    |
| 聚氯乙烯 (PVC)                  | 80      | 176     |                    |
| 聚乙烯醇 (PVA)                  | 85      | 185     |                    |
| 聚苯乙烯 (PS)                   | 95      | 203     |                    |
| 聚甲基丙烯酸甲酯 (PMMA atactic) | 105     | 221     | Plexiglas, Perspex |
| ABS树脂 (ABS)                   | 105     | 221     |                    |
| 聚四氟乙烯 (PTFE)               | 115     | 239     | Teflon             |
| 聚碳酸酯 (PC)                   | 145     | 293     | Lexan              |
| 聚砜                            | 185     | 365     |                    |
| 聚降冰片烯                      | 215     | 419     |                    |

干燥的尼龙-6的玻璃化转变温度为47 °C（117 °F）。 干燥状态下的尼龙-6,6的玻璃化转变温度约为70 °C（158 °F）。 而聚乙烯的玻璃化转变范围为−130至−80 °C（−202至−112 °F）
以上只是平均值，因为玻璃化转变温度取决于冷却速率和分子量分布，而且可能受添加剂的影响。对于半晶态材料，如室温下为60–80%晶态的聚乙烯，玻璃化转变温度是指材料冷却时非晶部分发生转变的温度。

### 硅酸盐和其他共价网络玻璃
| 材料                    | Tg (°C) | Tg (°F)   |
| ----------------------- | ------- | --------- |
| 硫属元素化合物 GeSbTe   | 150     | 302       |
| 硫属元素化合物 AsGeSeTe | 245     | 473       |
| ZBLAN 氟化物玻璃        | 235     | 455       |
| 二氧化碲                | 280     | 536       |
| 氟铝酸盐                | 400     | 752       |
| 钠钙玻璃                | 520—600 | 968—1,112 |
| 熔融石英 (近似值)       | 1,200   | 2,200     |

## Kauzmann悖论

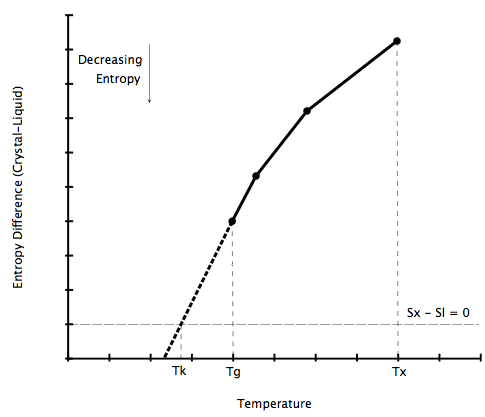
晶体和过冷熔体之间的熵差

当液体过冷时，液相和固相之间的熵差会减小。通过将过冷液体在其玻璃化转变温度以下的比热容外推，可以计算出熵差为零的温度。这个温度被命名为Kauzmann温度。
如果一个液体可以在其Kauzmann温度以下过冷，并且实验上也显示出比晶体相更低的熵，就会引起Kauzmann悖论。
解决Kauzmann悖论的一种方法是说，在液相的熵降低之前，必须发生一个相变。在这种情况下，转变温度被称为热测定理想玻璃转变温度 T0c。在这种观点中，玻璃转变不仅仅是一种动力学效应，不仅仅是熔体快速冷却的结果，而且还有一个潜在的热力学基础。玻璃转变温度：
{\displaystyle T_{g}\to T_{0c}{\text{ as }}{\frac {dT}{dt}}\to 0.}
1958年的Gibbs–DiMarzio模型具体预测了过冷液体的构型熵在极限{\displaystyle T\to T_{K}^{+}}时消失，此时液体的存在区域结束，其微结构与晶体的相同，它们的性质曲线在一个真正的二级相变中相交。由于实现足够慢的冷却速率、避免意外结晶十分困难，这一点从未得到实验验证。1965年的Adam–Gibbs模型提出了一个解决Kauzmann悖论的方法，根据这个方法，在Kauzmann温度处弛豫时间发散，意味着人们永远不能在这里平衡亚稳态过冷液体。2009年给出了一个关于Kauzmann悖论和Adam–Gibbs模型的批判性讨论。几种过冷有机液体的有关数据并没有证实Adam–Gibbs预测的在任何有限温度下（例如Kauzmann温度）处弛豫时间发散。

### 其他解决方案
至少有三种其他可能解决Kauzmann悖论的方法。一种可能是，当过冷液体接近Kauzmann温度时，其比热容平滑地降低到一个较小的值。另一种可能是，在Kauzmann温度之前，物质发生一个一级相变到另一种液态，这种新状态的比热容小于从高温外推得到的值。最后，Kauzmann本人通过假设所有过冷液体在达到Kauzmann温度之前必须结晶，来解决熵悖论。

## 特定材料

### 二氧化硅
二氧化硅（SiO2）除了石英结构外，还有许多不同的晶体形式。几乎所有的晶体形式都涉及四面体SiO4单元，通过“共享顶点”以不同的方式排列（斯石英由连接的SiO6 八面体组成，是主要的例外）。Si-O键长在不同的晶体形式中有所不同。在α-石英中，键长为161皮米（6.3×10−9英寸），而在α-鳞石英中，它的范围为154—171 pm（6.1×10−9—6.7×10−9英寸）。Si-O-Si键角也从α-鳞石英中的140°变化到α-石英中的144°，再到β-鳞石英中的180°。任何偏离这些标准参数的微观结构差异或变化都代表了一种接近非晶、玻璃或玻璃态固体的结构。
在硅酸盐中，玻璃转变温度Tg与在非晶（或随机网络）共价键晶格中断裂和重新形成共价键所需的能量有关。Tg受玻璃化学成分的影响。向二氧化硅玻璃中添加硼、钠、钾或钙等化合价小于4的元素，有助于打散网络结构，从而降低Tg。另一方面，5价的磷有助于加强有序晶格，从而提高Tg。
Tg与键强度成正比，它取决于键的准平衡热力学参数，例如键的焓Hd和熵Sd：
Tg = Hd / [Sd + R ln[(1 − fc)/ fc]
其中R是气体常数，fc是渗透阈值。对于强熔体，如SiO2，上式中的渗透阈值是3D空间中的通用Scher–Zallen临界密度，即fc = 0.15，但对于脆性材料，渗透阈值是材料依赖的，且fc << 1。键的Hd和熵Sd可以从可用的黏度实验数据中得到。

### 聚合物
在聚合物中，玻璃转变温度Tg，通常表示为能令吉布斯自由能超过使得50个左右的重复单元协同运动的活化能的温度。这使得分子链在受到力的作用时可以相互滑动。从这个定义中，我们可以看到引入相对刚性的化学基团（如苯环）会阻碍流动，从而提高Tg。
由于这种效应，热塑性塑料的刚度降低。当达到玻璃转变温度时，刚度保持不变一段时间，接近E2，直到温度超过Tm，材料熔化。这个区域被称为橡胶平台。

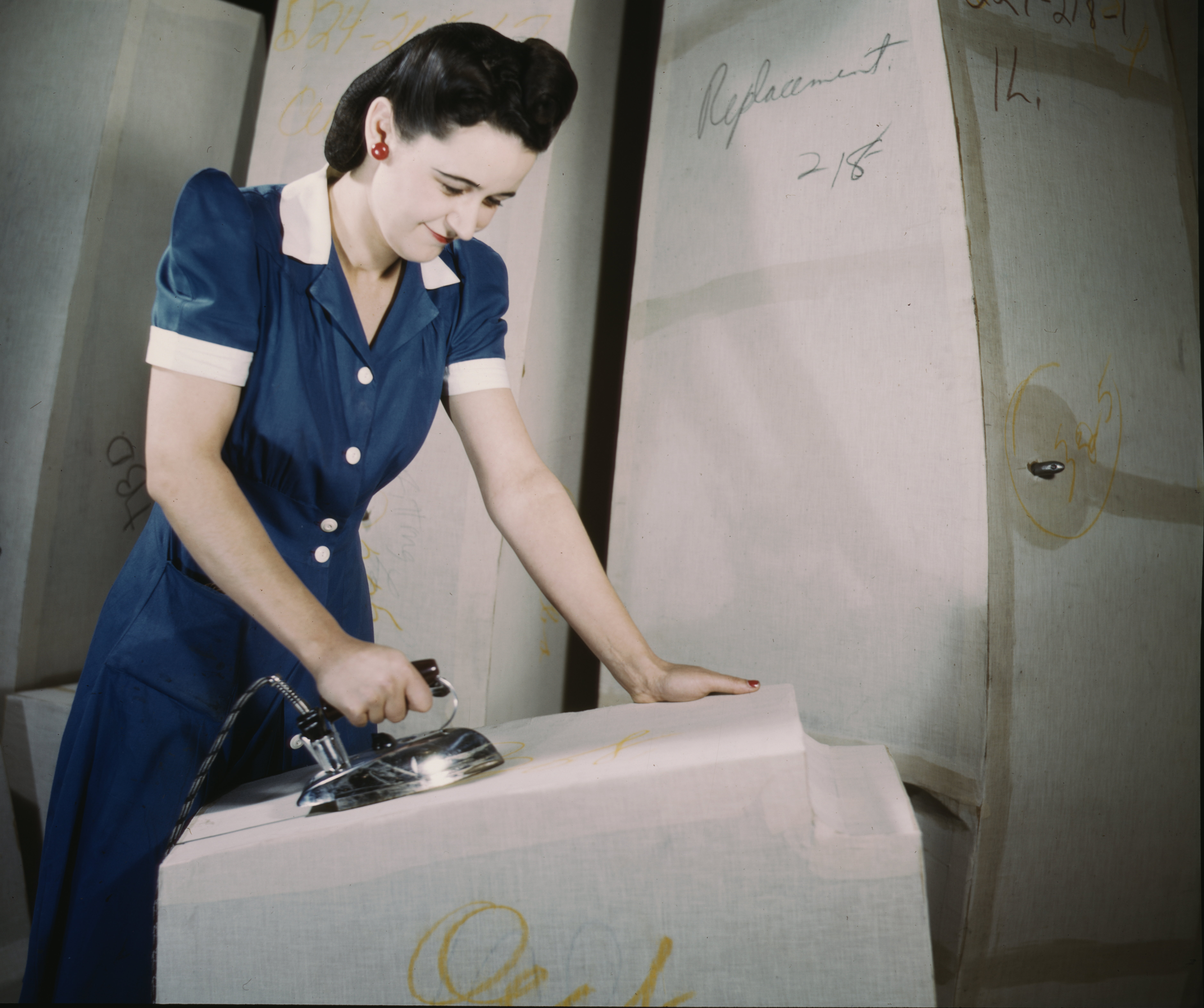
熨烫时，加热使织物进行玻璃-橡胶转变

从低温端来看，在玻璃转变温度Tg处，剪切模量下降了几个数量级。Alessio Zaccone和Eugene Terentjev开发了一个分子水平的数学关系，用于描述从低温段接近Tg时聚合物玻璃的温度依赖的剪切模量。 即使剪切模量并没有真正降到零（它下降到了橡胶平台的较低值），在Zaccone–Terentjev公式中也将剪切模量设为零，由此得到了一个关于Tg的表达式，它恢复了弗洛里-福克斯方程，并且还表明Tg与玻璃态的热膨胀系数成反比。这种方法提供了另一种操作来定义聚合物玻璃的Tg思路：测量剪切模量迅速下降至橡胶平台的温度。
在熨烫中，织物被加热，发生玻璃-橡胶转变，使得聚合物链变得活动。然后来自熨斗的力施加了一个优先的排布方向。通过向聚合物基质中添加增塑剂可以显著降低Tg。增塑剂的较小分子嵌入到聚合物链之间，增加了间距和自由体积，使它们即使在较低的温度下也能相互滑动。增塑剂的添加可以有效地控制聚合物链的动力学，由于主要改变的是自由体积的大小，新词聚合物末端移动性增加不明显。向聚合物中添加非反应性侧链也可以使链相互远离，降低Tg。如果一个具有一些理想性能的塑料有一个过高的Tg，有时可以与另一个在共聚物或复合材料中与具有低于预期使用温度的Tg的塑料结合。注意，有些塑料在高温下使用（例如在汽车发动机中），而有些在低温下使用。

刚度与温度的关系

在粘弹性材料中，液态行为的存在取决于材料的性质，因此随着施加载荷的速率而变化。某些硅橡胶玩具可以根据施加力的时间速率表现出不同的行为：慢慢拉时流动，表现为高黏度的液体；用锤子敲时碎裂，表现为玻璃态。
在冷却时，橡胶发生了“液态-玻璃转变”，也被称为“橡胶-玻璃转变”。

## 玻璃化的力学机制
凝聚态物质中的分子运动可以用一个傅里叶级数来表示，其物理解释由不同方向和波长的原子位移的纵波和横波的叠加组成。在单原子系统中，这些波被称为“密度波”。（在多原子系统中，它们也可能包括组成波。）
因此，液体中的热运动可以分解为基本的纵向振动（或声学声子），而横向振动（或剪切波）最初只在表现出高度有序晶体态的弹性固体中存在。换句话说，简单液体不能支持以剪切应力形式施加的力，并且会通过宏观塑性变形（或粘性流动）产生机械屈服。此外，固体在保持其刚度的同时局部变形——而液体在受到剪切力作用时产生宏观粘性流动——这是两者之间的机械区别。
然而，Frenkel在他对固体运动论和液体弹性理论的修正中指出了这个结论的不足。这个修正直接来源于当转变没有伴随着结晶时，从液态到固态的粘弹性交叉的连续特征——即过冷粘性液体。因此，我们看到了横向声子（或剪切波）和玻璃化过程中刚度密切相关，这一点Bartenev已在他对玻璃化过程的力学描述中说明。
因此可以用低频剪切模量的消失或显著降低来定义玻璃转变，这一点在Zaccone和Terentjev的工作中聚合物玻璃的例子上得到了定量的展示。事实上，推动模型规定，弛豫时间的活化能与高频平台剪切模量成正比，这个量在冷却时增加，从而解释了玻璃形成液体中弛豫时间的普遍非阿伦尼乌斯温度依赖性。
凝聚态物质中的纵向声子的速度直接决定了热导率，它消除了压缩性和热膨胀之间的温度差异。Kittel提出，玻璃的行为可以用晶格声子的“平均自由程”来解释，这个值与液体或固体的分子结构中的无序程度的数量级相当。将一些玻璃形成体的热声子平均自由程或弛豫长度与玻璃转变温度绘制在一起，表明两者之间存在线性关系。这提示了一个基于声子平均自由程的值的玻璃形成新准则。
人们经常认为，在介电固体中，热传导是通过晶格的弹性振动来实现的，而这种传导受到晶格缺陷（例如随机分布的空位）对声子的弹性散射的限制。
这些预测被商业玻璃和玻璃陶瓷的实验所证实，其中平均自由程显然受到“内部边界散射”的限制，长度尺度为10—100微米（0.00039—0.00394英寸）。 有学者提出，这些声子之间的相关性的出现导致了玻璃形成液体中局部剪切应力的定向有序或“冻结”，从而产生了玻璃转变。

### 电子结构
在讨论液态金属的电阻时，热声子及其与电子结构的相互作用是一个重要的内容。Lindemann的熔化理论提出， 从晶体态到液态的过渡中导电性下降是由于导电电子因原子振动幅度增加而增加的散射作用。这样理论已经应用于非晶態金屬的电导率，其中电子的平均自由程非常小（与原子间距相当）。
从熔体中用飞溅淬火法制备金硅合金的非晶态形式进一步考虑了基于金属键性质对玻璃形成能力的影响。
其他的工作表明，动态声子的存在增强了局部电子的迁移率。反对这种模型的一个主张是，如果化学键很重要，那么近自由电子模型就不适用。然而，如果这个模型包括了所有原子对之间的电荷分布，就像化学键一样（例如，硅，当一个能带刚好被电子填满时），那么它应该适用于固体。
因此，如果电导率很低，那么电子的平均自由程就很短。电子只会对玻璃中的短程有序敏感，因为它们没有机会与距离较远的原子发生散射。由于玻璃和晶体中的短程有序是相似的，所以电子能量应该在这两种状态下是相似的。对于电阻率较低和电子自由程较长的合金，电子可能开始感知到玻璃中存在无序结构，这会提高它们的能量并使玻璃相对于结晶不稳定。因此，某些合金的玻璃形成倾向的部分可能是电子的平均自由程非常短，所以只有短程有序对电子能量才重要。
还有人认为，玻璃形成与不同原子之间相互作用势的“软度”有关。一些作者强调玻璃和相应晶体的局部结构之间的强烈相似性，认为化学键有助于稳定非晶结构。
其他人则认为，电子结构通过键的方向性特征对玻璃形成产生影响。非晶态性因此在具有多种晶形和高度键各向异性的元素中更容易出现，暗示了周期表中的族数与不同元素固体中的玻璃形成能力之间的关系。